# 明尼蘇達都會運輸

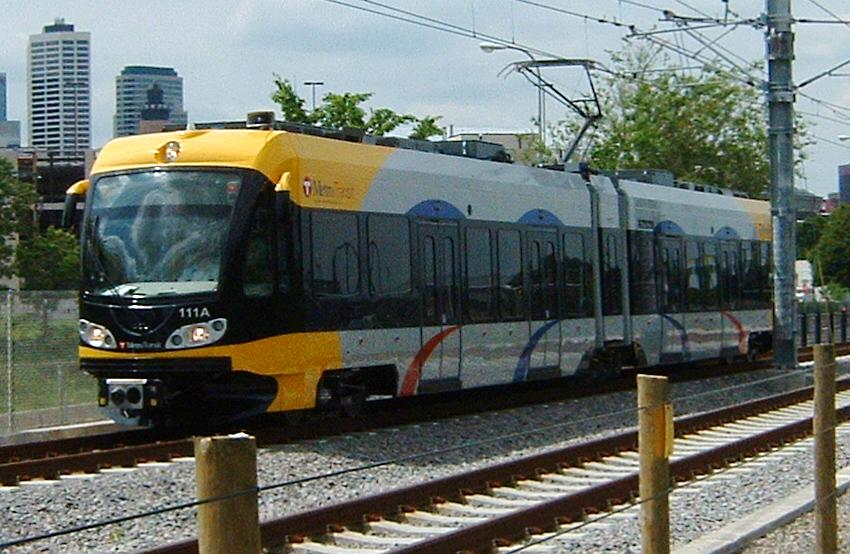
轻轨列车

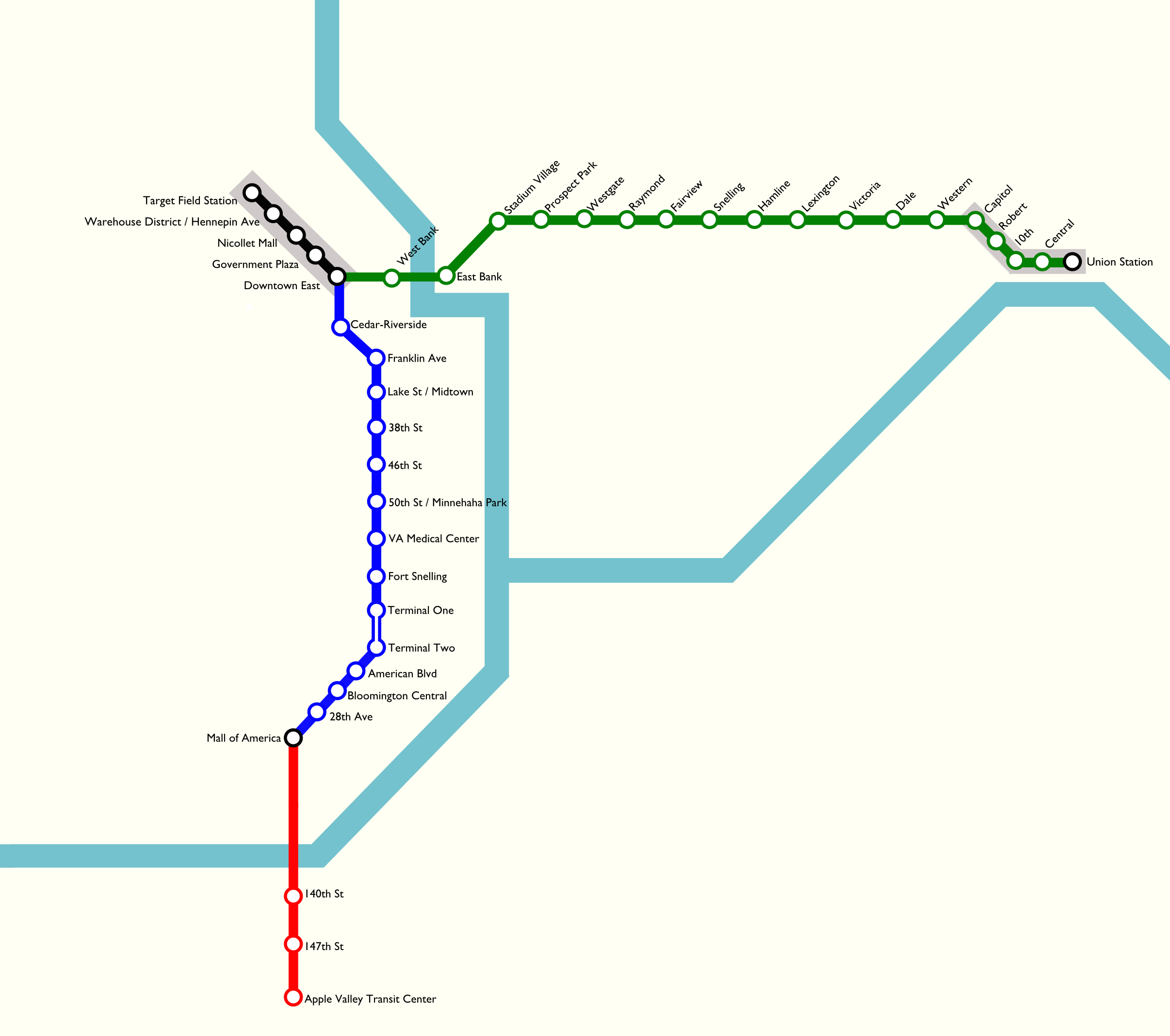
轻轨地图，红线为BRT线路

明尼蘇達都會運輸，是美國明尼蘇達州明尼阿波利斯-聖保羅都會區的公共交通運輸系統，系統由兩條輕軌和五條BRT路線組成，當地的都會運輸局（Metro Transit）負責營運。

## 路線
系統由七條路線組成，包括兩條輕軌線（藍線和綠線）和五條BRT線（橘線、紅線、A、C和D線）。藍線於2004年6月投入營運，綠線於2014年6月投入營運。